# Draba verna
Draba verna — вид трав'янистих рослин родини капустяні (Brassicaceae). Етимологія: лат. verna — «весняний».

## Таксономічні примітки
Draba verna — вельми варіабельний і таксономічно складний комплекс, всередині якого були названі види, підвиди, різновиди і форми. Здається, немає ніякої кореляції між морфологією, цитологією, географією та екологією, щоб підтримати поділ цього комплексу в значущі таксони. Складною також є цитологічна картина.

## Опис
Однорічник. Стебла нерозгалужені, (0.2)0.5–2(3) дм, запушені проксимально, голі дистально. Прикореневі листки черешкові; пластини оберненояйцевиді, лопатчаті, оберненоланцетні, ланцетні, довгасті, або, рідше, лінійні, 0.2–1.8(3) см × (0.5)1–5(10) мм, краї цільні або 1–5-зубчасті, поверхні запушені. Стеблових листків 0. Китиці 4–20(30)-квіткові. Квіти: чашолистки (зелені або пурпурно), довгасті, 1–2.5 мм; пелюстки білі, (1.5)2–4.5(6) × 1–2 мм; пильовики яйцеподібні, 0.2–0.4 мм. Плоди оберненояйцевиді, оберненоланцетні, ланцетні, еліптичні, довгасті або лінійні, плоскі, здавлені, (2.5)4–9(12) × 1.5–2.5(3.5) мм. Насіння яйцеподібне (злегка сплюснуті), 0.3–0.6(0.8) × 0.2–0.4 мм. 2n = 14, 16, 20, 24, 28, 30, 32, 34, 36, 38, 40, 52, 54, 58, 60, 64.

## Поширення
Азія, Європа (у т.ч. Україна) Північна Африка. Вид введений у Північну Америку, Центральну Америку, Південну Америку, Австралію. Населяє кедрові галявини, галявини, поля, пасовища, сміттєві місця, трав'янисті схили, порушені ділянки, узбіччя.
В Україні зростає по всій території на сухих і засмічених місцях, на пісках, звичайний вид.

## Галерея

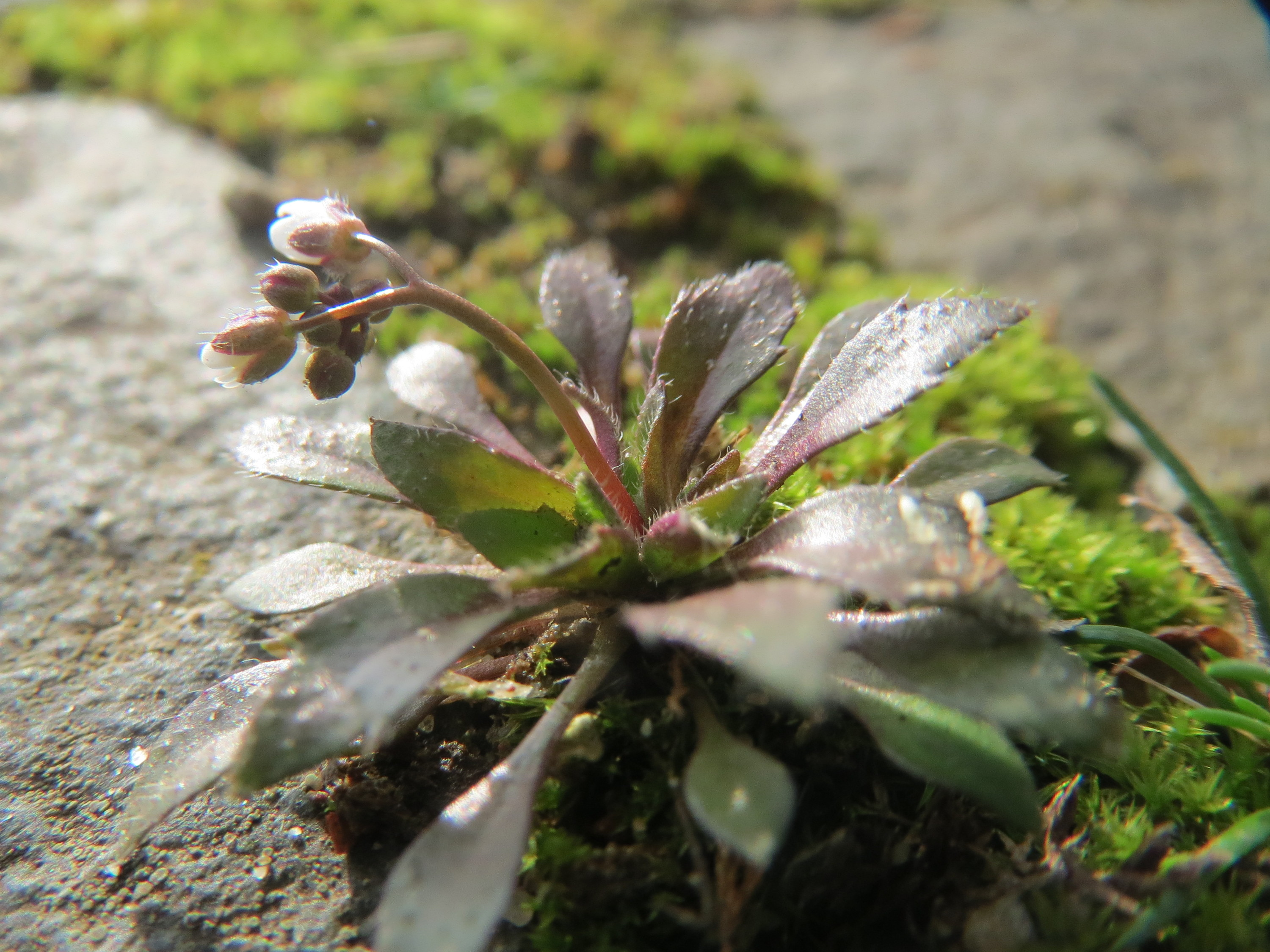
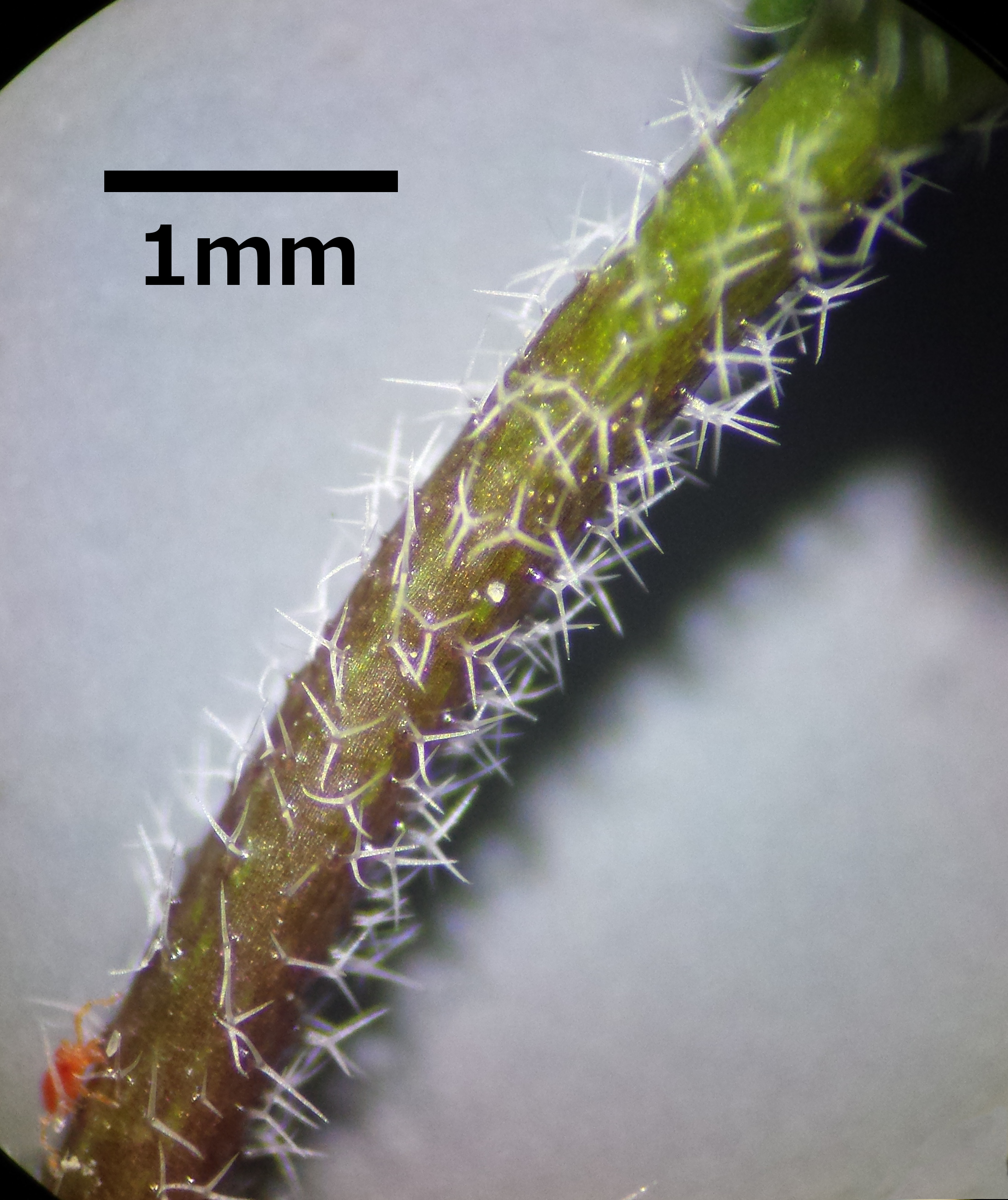
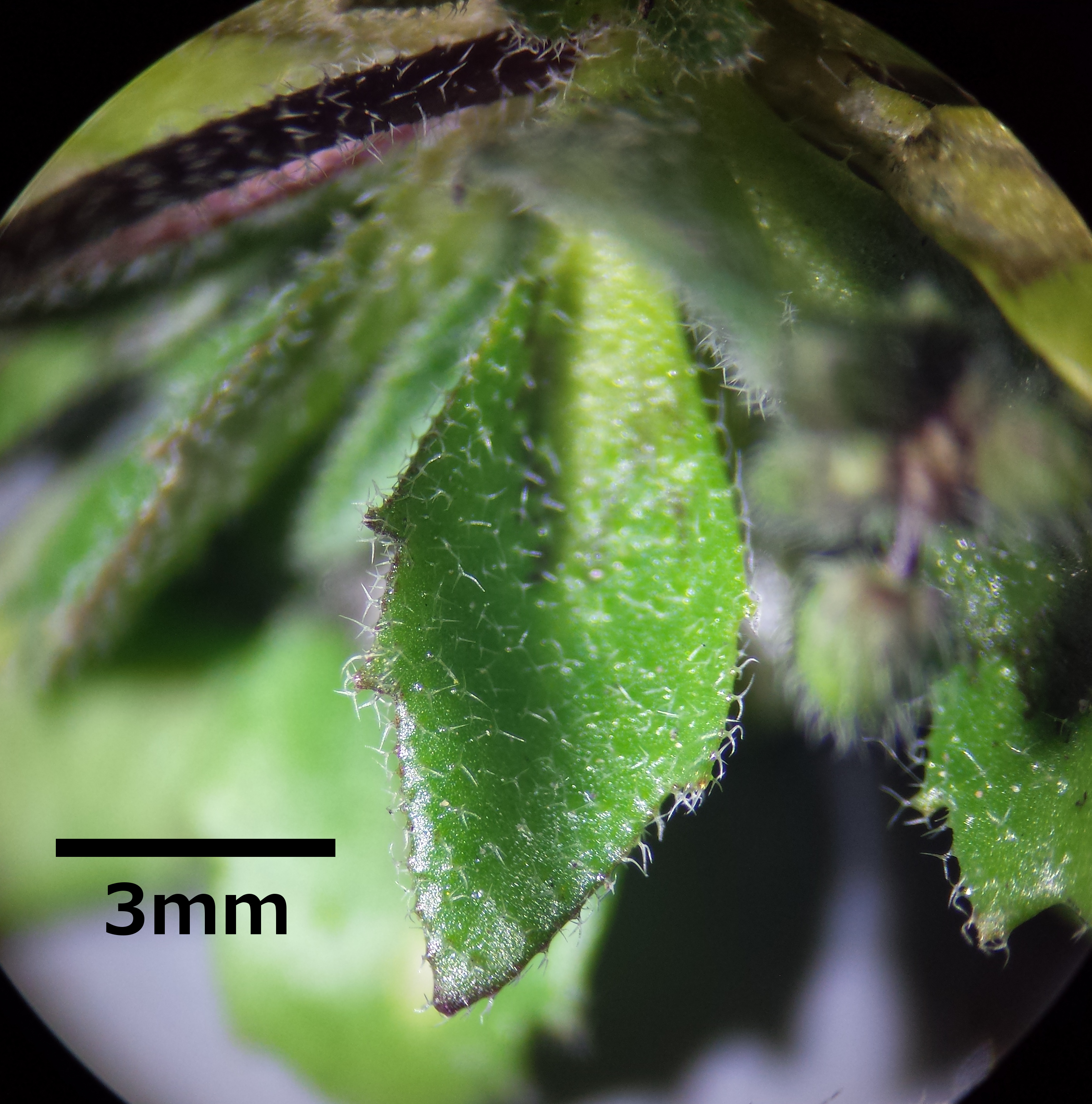
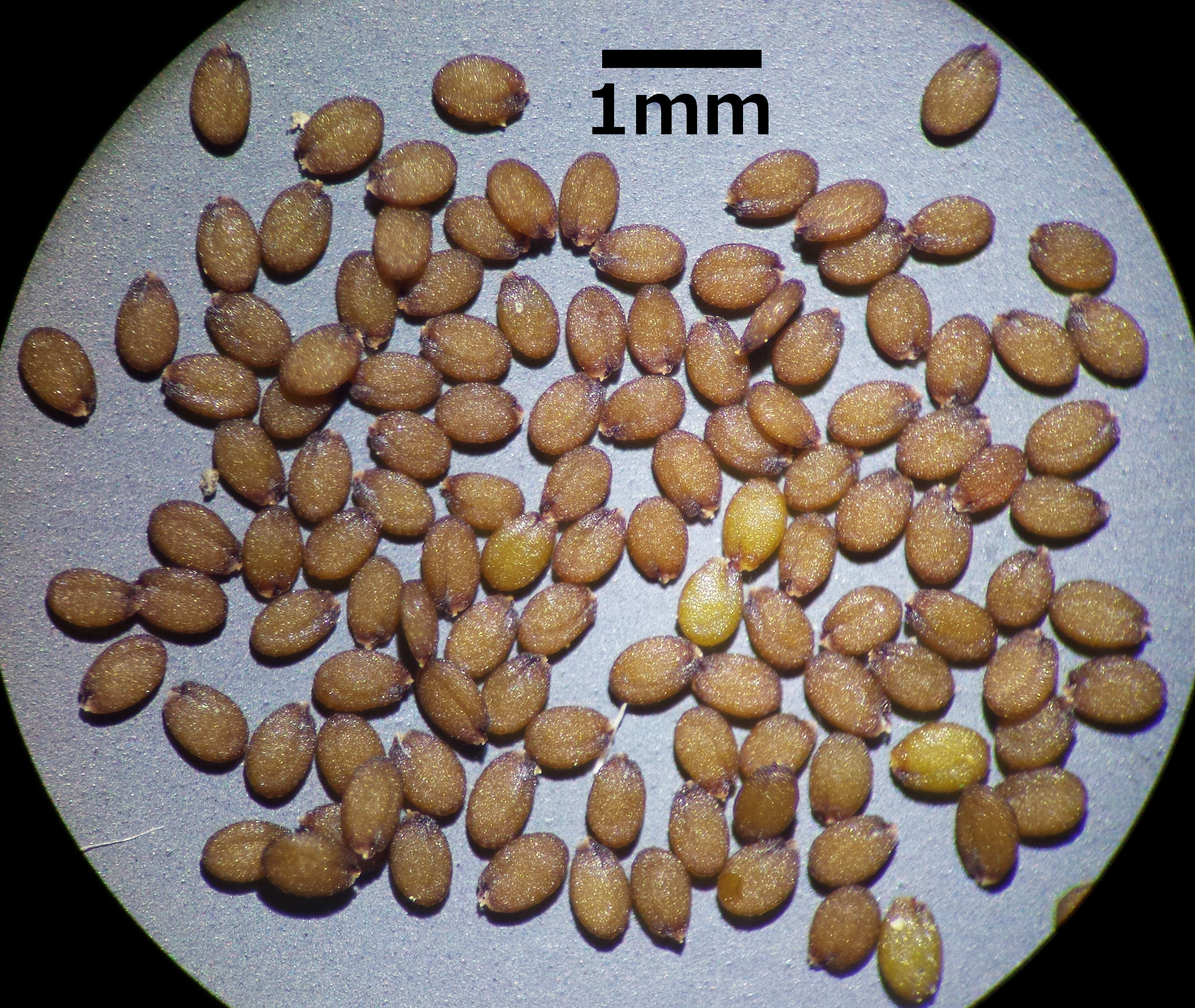